# Amigos x siempre (canción)
"Amigos X Siempre" es una canción cantada por Belinda y Martín Ricca. Es el tema musical de la telenovela del mismo título, protagonizada por ambos.

## Información
La canción fue escrita y producida por Alejandro Abaroa, y la música fue compuesta por "La Bota" para la banda sonora del mismo título de la telenovela, siendo éste el primer tema grabado por la cantante mexicana Belinda.
El tema también fue utilizado en la gira Fiesta en la Azotea de la cantante, apareciendo en el DVD Fiesta en la Azotea: en vivo desde el Auditorio Nacional. Además la canción aparece en los discos recopilatorios Éxitos de Martín y Total, de Martín Ricca y Belinda respectivamente.

## Sencillo
Fue lanzado un sencillo de manera promocional el cual contiene un track.

### Lista de canciones
Promo Single
1. Amigos X Siempre - 3:50